# Vier Pfoten
Vier Pfoten (« Quatre pattes ») a été fondé le 4 mars 1988 par Helmut Dungler pour protéger les animaux exploités pour leur fourrure dans des élevages intensifs.

## Histoire
En 1989, plaintes ont été déposées contre plusieurs fermes à fourrure en Autriche. En outre, les compagnies aériennes AUA et Lauda Air ont cessé le transport d'oiseaux exotiques capturés.
En 1991, Quatre Pattes a demandé l'étiquetage obligatoire des œufs et l'interdiction totale des élevages en batterie pour les poules pondeuses. En 1998, Quatre Pattes a ouvert son premier refuge pour ours à Arbesbach, la Forêt Des Ours d’Arbesbach. En 1999, l’organisation a obtenu la fermeture le plus grand producteur d'œufs élevant des poules en cage en Autriche.
En 2000, le parc des ours dansants Belitsa a ouvert ses portes en Bulgarie, et trois anciens ours dansants ont été accueillis. En 2002, le bien-être animal est entré dans la loi constitutionnelle de l'Allemagne et la ministre fédérale Renate Künast a remercié directement Quatre Pattes. En 2005, la loi fédérale sur le bien-être animal est entrée en vigueur en Autriche et a interdit l'élevage d'animaux à fourrure ainsi que l'utilisation d'animaux sauvages dans les cirques. En 2008, le Refuge pour Grands Félins Lionsrock a ouvert ses portes en Afrique du Sud. Le même an, Helmut Dungler a reçu l'Ordre du mérite en argent pour services rendus à la République d'Autriche.
En 2010, Quatre Pattes a entamé une coopération avec la Fondation Princesse Alia. En 2011, 50 000 signatures contre le commerce des chiots ont été remises à la Commission européenne à Bruxelles. En même temps, la protestation internationale de Quatre Pattes contre un projet de loi sur l'abattage des chiens a été couronnée de succès, la loi a été rejetée par la Cour suprême roumaine. En 2012, une interdiction de l'élevage des poules en cage est entrée en vigueur à l'échelle européenne.
En 2014, la Forêt Des Ours de Pristina a été ouvert. En 2015, Quatre Pattes a lancé une campagne contre la chasse au lion en boîte qui a obtenu le support de 281 000 personnes. En outre, sous la pression de Quatre Pattes et d'autres organisations de défense des animaux, les fermes biologiques autrichiennes ont cessé de tuer les oisillons mâles. Par ailleurs, Quatre Pattes a lancé une campagne contre la plateforme eBay pour empêcher le commerce illégal d'animaux de compagnie. Plus de 200 000 sympathisants ont signé cette pétition qui demandait à eBay d'introduire une vérification des vendeurs sur tous ses sites de petites annonces. En 2018, l'organisation a sauvé des lions et des ours du pire zoo d'Europe à Tirana, en Albanie. La même année, le 1er sommet international sur le bien-être animal a été organisé par Quatre Pattes à Vienne, en Autriche, avec des invités célèbres comme l'artiste chinois Ai Weiwei. Le 17 janvier 2018, la Suisse a pris des mesures contre le trafic illegal d'animaux de compagnie sur Internet. Depuis le 1er mars 2018, les vendeurs des animaux en ligne doivent fournir leur nom et leur adresse complets, ainsi que le pays d'origine et des informations sur l'élevage des chiens proposés à la vente.
Le 5 janvier 2020, le fondateur et président de Quatre Pattes, Heli Dungler, est décédé de manière inattendue. En janvier 2020, Quatre Pattes a sauvé des lions malades dans un zoo de Khartoum à la suite d'une indignation mondiale provoquée par des rapports inquiétants sur l'état des animaux. Le 4 septembre 2020, l'organisation et les vétérinaires Amir Khalil et Frank Goeritz de l'Institut Leibniz pour la recherche sur les zoos et les animaux sauvages (IZW) ont examiné et approuvé le transfert de l'éléphant le plus seul du monde, Kaavan, vers un refuge pour éléphants. Le déplacement vers le refuge au Cambodge, fin novembre 2020, a été soutenu par l'ONG Free The Wild de la chanteuse Cher et par l'homme d'affaires Eric Margolis. En janvier 2021, Quatre Pattes a publié l'édition autrichienne de l'Atlas des viandes en coopération avec la Fondation Heinrich Böll et l'organisation de protection de l'environnement Global 2000. En mars 2022, quatre tigres ont été sauvés d'Argentine pour trouver un nouveau foyer en Afrique du Sud. C'était le premier sauvetage de l'organisation en Amérique du Sud.

## Objectifs
L'organisation se positionne comme une voix forte, mondiale et indépendante pour les animaux sous le contrôle direct de l'homme en proposant des solutions durables pour les animaux dans le besoin, en modifiant le comportement des consommateurs, en suscitant des changements juridiques et en établissant des partenariats. L'objectif de Quatre Pattes est d'informer le grand public sur les droits des animaux et de faire avancer les droits des animaux de compagnie et des animaux sauvages en captivité. L'organisation soutient également l'interdiction de l'élevage d'animaux pour la fourrure en Europe, la limitation stricte de la détention d'animaux sauvages en captivité privée et l'interdiction des animaux sauvages dans les cirques.

## Sujets
Ours: Quatre Pattes sauve des ours contraints de vivre dans de mauvaises conditions dans des cirques, des zoos ou en garde privée. L'organisation a des projets pour ours au Vietnam, en Autriche, en Bulgarie, en Pologne, en Ukraine et au Kosovo.
Grands Félins: Quatre Pattes établit des refuges et des projets de protection pour les grands félins en Afrique du Sud, en Jordanie, en Irak, à Gaza, aux Pays-Bas ou en Bohème. L'organisation coopère également avec des partenaires comme le Conseil national des sociétés pour la prévention de la cruauté envers les animaux (NSPCA).
Animaux errants: Quatre Pattes met en place des solutions pour prévenir les épidémies et les niveaux de reproduction incontrôlés parmi les animaux errants dans des régions comme le Myanmar, la Roumanie, l'Ukraine et le Cambodge. En outre, l'organisation s'efforce de mettre fin de manière durable au commerce de la viande de chien et de chat.
Chevaux: L'organisation protège les dernières populations de chevaux sauvages d'Europe vivant dans le delta sauvage du Danube en Roumanie et dans la ville antique de Petra.
Orangs-outans: Quatre Pattes s'occupe d'orphelins orang-outans et les prépare à vivre de manière indépendante dans la nature. En outre, l'organisation finance une école forestière dans le Kalimantan oriental en Indonésie.
L'élevage d'animaux à fourrure: Quatre Pattes soutient l'interdiction de l'élevage d'animaux pour la fourrure, l'obligation légale d'étiqueter tous les produits en fourrure et, à long terme, l'interdiction à l'échelle européenne de l'importation et de la vente au détail de toutes les fourrures et produits en fourrure. En août 2018, Quatre Pattes a rejoint la Fur Free Alliance (FFA) pour lancer une nouvelle campagne exhortant la marque de mode Prada à adopter une politique sans fourrure comme Gucci, Versace, Armani, Donna Karan et Hugo Boss. En février 2021, l'organisation a publié une déclaration sur l'évaluation menée par l'Organisation des Nations Unies pour l'alimentation et l'agriculture (FAO), l'Organisation mondiale de la santé animale (OIE) et l'Organisation mondiale de la santé (OMS) sur le SRAS-CoV-2 chez les animaux utilisés pour l'élevage des animaux à fourrure, qui montre des risques élevés pour la santé publique.
Assistance aux animaux en détresse: L'organisation sauve des animaux après des catastrophes naturelles et aide les populations locales dont la subsistance dépend des animaux.
Union européenne: L'organisation demande instamment au Parlement européen de réclamer une réglementation européenne plus stricte sur le commerce d'animaux sauvages vivants, un engagement clair à intensifier les efforts de lutte contre le commerce illégal d'animaux sauvages ainsi qu'un soutien financier de l'UE et des États membres aux centres de sauvetage et aux sanctuaires d'animaux sauvages.